# Pinoso
Pinoso è un comune spagnolo situato nella comunità autonoma Valenciana.